# Nana Asmaʼu
Nana Asmaʼu, född 1793, död 1864, var en fula-prinsessa, poet och lärare. 
Hon var dotter till Usman dan Fodio, som grundade Sokotokalifatet 1804. Hon fungerade som rådgivare åt sin bror under hans regeringstid och betraktades till sin död som en inflytelserik medlem av den regerande familjen. 
Hon mottog en grundlig utbildning i islamisk teologi, och kom att undervisa i detta ämne som författare. Hon utgav ett stort antal verk både som författare av islamisk religionskunskap, och i egenskap av poet. Hon utbildade ett antal kvinnliga lärare, jajiss, som sedan fick uppgiften att undervisa andra kvinnor i religionskunskap i deras hem. 
På grund av sin verksamhet för att utbilda kvinnor har hon traditionellt betraktats som en viktig förgrundsfigur för kvinnors rättigheter i norra Nigeria, en feministisk föregångare, och framhävts som ett exempel på att det var möjligt för kvinnor att motta bildning i Sokotokalifatet. 